# Холон (філософія)
Холон (англ. Holon) — щось, що одночасно є і цілим саме по собі, і частиною чогось ще. Термін був введений відомим британським письменником і журналістом Артуром Кестлером в книзі «Привид в машині» (1967) на позначення цілої сутності, яка водночас є частиною іншої цілої сутності.
Ієрархія вкладених один в одного Холонів називається холархією.

## Опис
Холон — система (або явище), яке саме по собі є цілим, але разом з цим є частиною ще більшої системи. Кожна система може розглядатися в якості Холона — від субатомних частинок до всесвіту в цілому.
Холон є центральним поняттям концептуальної системи американського філософа Кена Вілбера . Як приклад природної холархії, що складається з Холонів ієрархії, Вілбер зазвичай подає ланцюжок: атоми  - молекули  - клітини  - організм і так далі.

### Властивості
Одна з характеристик холона — здатність підтримувати власну цілість під тиском середовища.
Інша характеристика холона — здатність пристосовуватися до середовища.
Якщо холону не притаманна котрась з цих характеристик, він гине, перестає існувати.